# Taxithelium variegatum
Taxithelium variegatum là một loài rêu trong họ Sematophyllaceae. Loài này được (Welw. & Duby) A. Jaeger mô tả khoa học đầu tiên năm 1878.